# Vladimir Guerrero Jr.
Vladimir Guerrero Ramos Jr. (Quebec, Montreal, 16 de marzo de 1999) es un jugador de béisbol de origen dominicano,  juega como primera base para los Toronto Blue Jays de las Grandes Ligas (MLB). 
Es hijo del exjugador de Grandes Ligas y miembro del Salón de la Fama Vladimir Guerrero, Hizo su debut en las Grandes Ligas en abril de 2019.

## Carrera profesional

### Ligas Menores
Elegible para la agencia libre en 2015, Baseball America clasificó a Guerrero como el mejor agente libre internacional, y MLB.com lo clasificó como el cuarto mejor. Firmó con Toronto el 2 de julio de 2015 por $ 3.9 millones. Guerrero fue asignado a un campamento de entrenamiento de primavera extendido para abrir la temporada de ligas menores de 2016. Guerrero hizo su debut en el béisbol profesional con el Rookie Advanced Bluefield Blue Jays el 23 de junio. Guerrero conectó su primer jonrón profesional el 24 de junio, un tiro de dos carreras en la derrota por 4-2 ante los Piratas de Bristol. El 12 de agosto, Guerrero registró su primer juego de jonrones múltiples, conectando dos tiros en solitario en la victoria por 18-5 contra los Yankees de Pulaski. Más tarde, en agosto, fue nombrado el Appalachian League 's All-Star en la tercera base. Guerrero jugó en 62 juegos para Bluefield en 2016 y bateó .271 con ocho jonrones, 46 carreras impulsadas (RBI) y 15 bases robadas. El 24 de enero de 2017, MLB nombró a Guerrero como el tercer mejor prospecto en la tercera base de cara a la temporada de ligas menores de 2017.

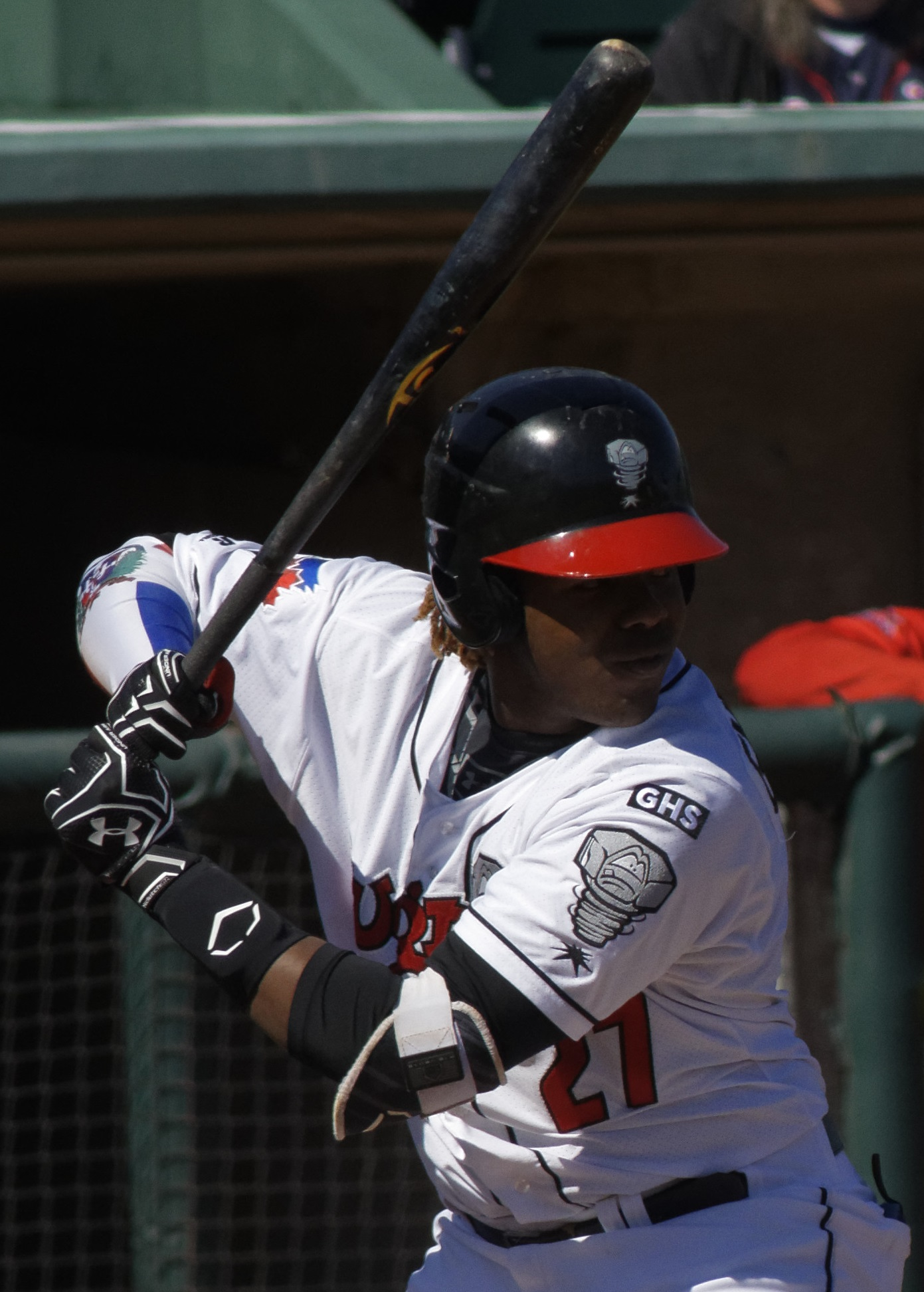
Guerrero con los Lansing Lugnuts en 2017

Guerrero abrió la temporada de ligas menores 2017 con los Lansing Lugnuts Clase-A. En la victoria por 6-3 sobre los Great Lakes Loons el 7 de abril, conectó su primer jonrón de la temporada. Guerrero fue nombrado All-Star de la Liga del Medio Oeste el 7 de junio, y el 29 de junio, fue incluido en la lista del equipo mundial para el Juego de Estrellas de Futuros 2017. El 6 de julio, los Azulejos anunciaron que Guerrero sería ascendido a los Azulejos de Dunedin Avanzado-A después del Juego de las Estrellas de Futuros. En un juego contra Clearwater Threshers el 31 de agosto, Guerrero conectó un jonrón para dar a los Azulejos una victoria por 5-3, con la victoria asegurando que Dunedin llegaría a los playoffs de la Liga Estatal de Florida. Guerrero terminó la temporada regular de 2017 con un promedio de bateo de .323, 13 jonrones y 76 carreras impulsadas en 119 juegos jugados. También dio más bases por bolas de las que ponchó , con 76 y 62 respectivamente, y registró un porcentaje de embase más slugging (OPS) de .910 . El 6 de septiembre, Guerrero fue nombrado Prospecto del Año de ESPN. Durante la temporada baja, jugó en 26 partidos para los Leones del Escogido de la Liga de Invierno Dominicana.

### Toronto Blue Jays

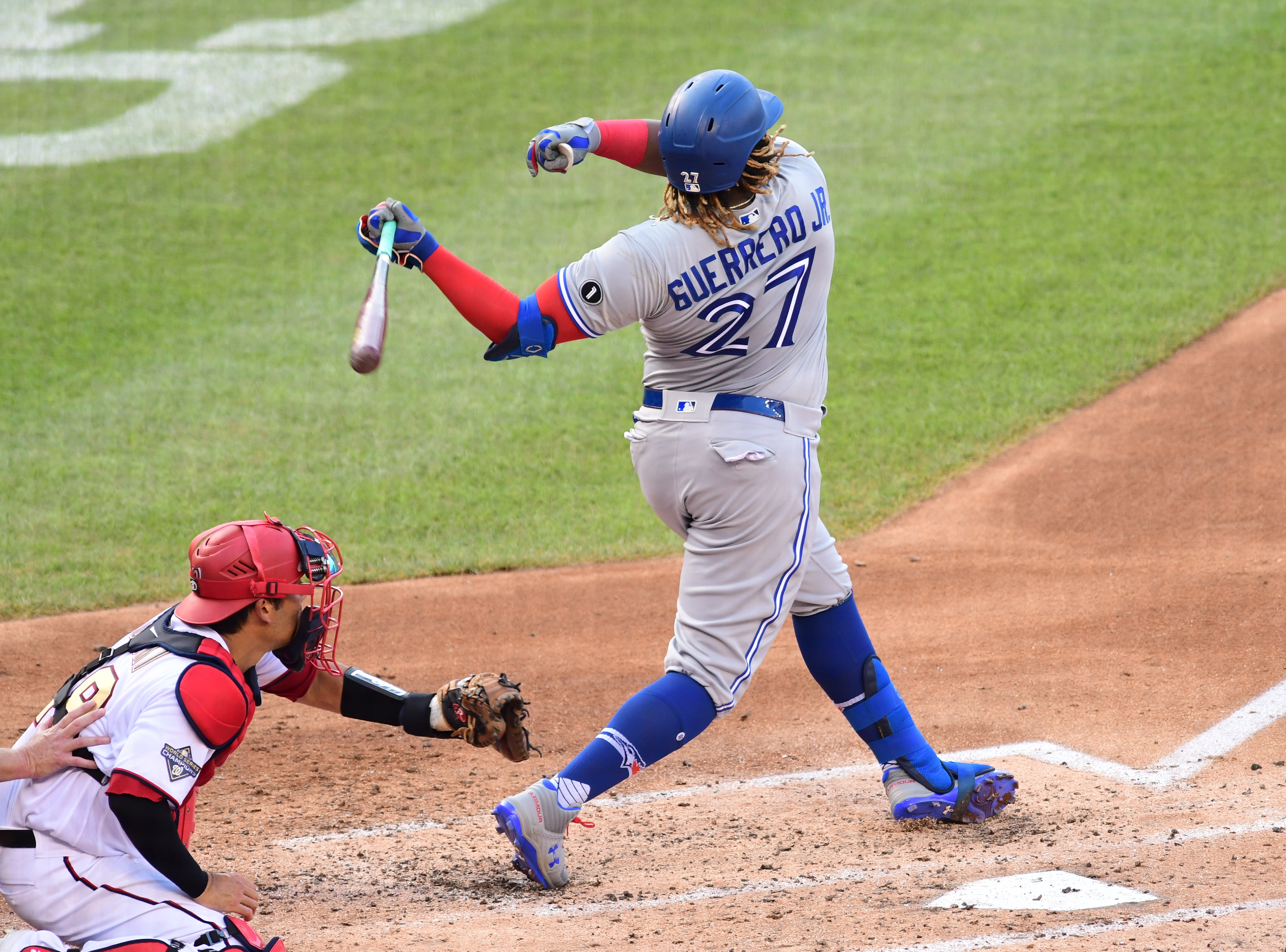
Guerrero bateando en 2020

El 24 de abril de 2019, los Azulejos anunciaron que Guerrero sería convocado desde Triple-A Buffalo el 26 de abril. Guerrero era considerado el mejor prospecto en todo el béisbol profesional antes de ser convocado, y fue bateó .367 / .424 / .700 con tres jonrones y ocho impulsadas durante una temporada de ocho juegos con Buffalo en 2019. Se quedó sin hits en sus primeros tres turnos al bate contra los Atléticos de Oakland antes de conectar un doble en la al final de la novena entrada y saliendo por un corredor emergente. Guerrero registró su primer juego de múltiples hits y llegó a la base de manera segura cuatro veces, el 11 de mayo.
El 14 de mayo, contra los Gigantes de San Francisco en Oracle Park, Guerrero conectó su primer jonrón de Grandes Ligas en la primera entrada ante Nick Vincent . A los 20 años y 59 días de edad, Guerrero se convirtió en el Blue Jay más joven en conectar un jonrón, rompiendo el récord de Danny Ainge por 18 días. En la sexta entrada, con dos hombres, conectó otro jonrón ante Reyes Moronta . Conectó dos jonrones más en la siguiente serie contra los Medias Blancas de Chicago , incluido uno que rebotó en el guante del jardinero central Leury García y pasó por encima de la pared. Los cuatro jonrones de Guerrero en una gira de seis partidos le valieron el premio al Jugador de la Semana de la Liga Americana.y lo convirtió en el Blue Jay más joven en ganar el premio. El 22 de mayo, conectó su primer jonrón en el Rogers Center frente a Rick Porcello de los Boston Red Sox. El 31 de mayo, el sexto jonrón de Guerrero, contra los Rockies de Colorado , fue el jonrón 1,135 en mayo en las Grandes Ligas, rompiendo el récord de la MLB de más jonrones en un solo mes. El 8 de julio, rompió el récord de jonrones en un solo asalto en el Derby de Home Run con un total de 40 jonrones después de tres prórrogas en las semifinales contra Joc Pederson. También rompió el récord de más jonrones en un derbi con 91, aunque perdió la ronda final ante Pete Alonso. En 2019, Guerrero bateó .272 / .339 / .433 con 15 jonrones y 69 carreras impulsadas en 464 turnos al bate. Golpeó la pelota con la segunda velocidad de salida más alta (118.9 mph) de todas las pelotas golpeadas por bateadores de Grandes Ligas en 2019.
El inicio de la campaña de 2020 se retrasó hasta julio debido a la pandemia de COVID-19 . El 10 de julio, el mánager de los Azulejos, Charlie Montoyo, anunció que Guerrero cambiaría principalmente a jugar en la primera base, pero aún jugaría en la tercera base y como bateador designado cuando fuera necesario. En general con los Azulejos de 2020 , Guerrero bateó para .262 con nueve jonrones y 33 carreras impulsadas en 60 juegos.

### Temporada 2021
Guerrero comenzó la temporada 2021 de la MLB con un peso sustancialmente más bajo que en cada una de las dos temporadas anteriores. Después de comenzar un régimen de pérdida de peso en julio de 2020, Guerrero perdió 42 libras. El peso reducido lo hizo sentir "más rápido, más fuerte y más resistente". Guerrero abrió la temporada 2021 como primera base principal de los Azulejos y al mismo tiempo tuvo inicios de rutina en la posición de bateador designado.
El 27 de abril de 2021, Guerrero tuvo su primer juego de tres jonrones en su carrera, incluido un grand slam contra el abridor de los Nacionales de Washington, Max Scherzer, junto con 7 carreras impulsadas en el día. El 21 de junio, Guerrero rechazó una invitación para participar en el Derby de jonrones de 2021 , a pesar de establecer los récords de más jonrones en una sola ronda (29) y más jonrones en un solo derbi (91) en 2019. Dijo que estaba ansioso por jugar en el Juego de Estrellas, pero que le gustaría aprovechar el tiempo para reagruparse y "refrescarse mentalmente" para la segunda mitad de la temporada. El 26 de junio, Guerrero conectó el jonrón 50 de su carrera en el juego 258 de su carrera, alcanzando el hito en la misma cantidad exacta de juegos que su padre, Vladimir Guerrero, al principio de su carrera.
La MLB anunció el 27 de junio que Guerrero era un finalista de votación para la posición inicial de primera base en el Juego de Estrellas 2021 en Colorado, habiendo liderado a todos los jugadores de la MLB en la Fase 1 de la votación con 2,704,788 votos. El siguiente votante más cercano fue Ronald Acuña Jr., un jardinero central de los Bravos de Atlanta de la Liga Nacional. El 28 de junio, Guerrero fue nombrado Jugador de la Semana de la Liga Americana, luego de conectar jonrones en tres juegos consecutivos, impulsando siete carreras y bateando a una línea de (.391 / .481 / .826). Fue el primer premio al Jugador de la Semana de Guerrero desde agosto de 2019. El 1 de julio, Guerrero fue nombrado primera base titular de la Liga Americana en el Juego de Estrellas. En el juego, conectó el jonrón 200 en la historia del Juego de las Estrellas, se convirtió en parte del tercer dúo de padre e hijo en batear jonrones en los Juegos de las Estrellas y fue nombrado MVP del juego. Fue el primer jugador de los Azulejos en ganar, el primer ciudadano canadiense en ganar y el MVP más joven del Juego de Estrellas a los 22 años y 119 días, venciendo a Ken Griffey Jr. cuando tenía 22 y 236 días.

## Vida personal
Guerrero es hijo de Vladimir Guerrero, quien fue elegido para el Museo y Salón de la Fama del Béisbol Nacional en enero de 2018, y sobrino de Wilton Guerrero. Nació en Montreal mientras su padre jugaba para los Expos de Montreal y es ciudadano canadiense. Su primo, Gabriel, juega para la organización de los Azulejos. Guerrero tiene dos hijas.